# 庫爾圖伊謝尼鄉
47°33′N 22°12′E / 47.550°N 22.200°E
庫爾圖伊謝尼鄉（羅馬尼亞語：Comuna Curtuișeni, Bihor），是羅馬尼亞的鄉份，位於該國西北部，由比霍爾縣負責管轄，面積69平方公里，海拔高度124米，2007年人口3,814，人口密度每平方公里55人。